# Панкратов, Иван Тихонович
Иван Тихонович Панкратов (29 апреля 1913, Владимирская губерния — 23 декабря 1979, Муром) — советский военнослужащий, разведчик взвода управления артиллерийского дивизиона, полный кавалер ордена Славы.

## Биография
Родился 29 апреля 1913 года в деревне Кривицы Муромского района Владимирской области. Окончил 5 классов в родном селе. В 13 лет переехал в Муром, окончил школу фабрично-заводского ученичества. Работал кочегаром в паровозном депо на железнодорожной станции Муром.
В 1935 году был призван в Красную Армию. Военную службу проходил в 1-м артиллерийском полку Московской пролетарской стрелковой дивизии. После демобилизации в 1937 году вернулся в Муром и поступил работать в строительное управление.
В 1941 году вновь призван в армию. В боях Великой Отечественной войны с августа 1941 года. Воевал в артиллерии, первое время был орудийным номером в расчете противотанкового орудия, защищал Москву. Зимой 1941 года был переведен в дивизионную разведку. Разведчиком прошел до конца войны. К весне 1944 года гвардии красноармеец Панкратов — разведчик взвода управления артиллерийского дивизиона 16-й гвардейской механизированной бригады.
29 марта 1944 года в боях северо-западнее города Чортков гвардии красноармеец Панкратов, находясь в боевых порядках пехоты, обнаружил колонну танков, скопление пехоты противника и свыше 10 огневых точек, которые затем по его целеуказаниям были накрыты огнём нашей артиллерии.
Приказом от 10 июня 1944 года гвардии красноармеец Панкратов Иван Тихонович награждён орденом Славы 3-й степени.
19 января 1945 года в бою за город Лодзь гвардии ефрейтор Панкратов с группой бойцов поджег несколько автомашин, поразил свыше 10 пехотинцев. 31 января в числе первых ворвался на окраину населенного пункта Брёдельвитиц, истребил несколько вражеских солдат, двоих взял в плен. Когда был ранен командир отделения, заменил его. Командуя бойцами, подавил 2 огневые точки.
Приказом от 14 марта 1945 года гвардии ефрейтор Панкратов Иван Тихонович награждён орденом Славы 2-й степени.
20 марта 1945 года близ населенного пункта Штефанедорф Панкратов с группой разведчиков пробрался в расположение врага, внезапным ударом с тыла помог стрелковому подразделению отбить контратаку, в бою вывел из строя свыше 10 противников и пленил унтер-офицера. 18 апреля вместе с пехотой форсировал реку Шпрее в 5 км юго-восточнее Берлина, разведал скопление вражеских сил и корректировал огонь артиллерийской батареи, чем способствовал захвату плацдарма на левом берегу реки. 24 апреля в бою за город Бранденбург обнаружил вражеского пулеметчика, скрытно подобрался к огневой точке и подавил её, захватив пулемет. Был ранен в голову, но продолжал сражаться до тех пор, пока не подошла помощь.
Указом Президиума Верховного Совета СССР от 27 июня 1945 года за исключительное мужество, отвагу и бесстрашие, проявленные в боях с вражескими захватчиками, гвардии ефрейтор Панкратов Иван Тихонович награждён орденом Славы 1-й степени. Стал полным кавалером ордена Славы.
В 1945 году демобилизован. В октябре 1946 года вернулся на родину. Более 20 лет работал в военизированной пожарной охране. Жил в городе Муроме. Скончался 23 декабря 1979 года.
Награждён орденами Красной Звезды, Славы 3-х степеней, медалями.